# 1166

سنة 1166 كانت سنة بسيطة تبدأ يوم السبت حسب التقويم اليولياني.

## مواليد
- عمر بن محمد الفرغاني - خطاط وشاعر وأديب وفقيه بغدادي.

## وفيات
- الإدريسي
- سليمان بن محمد بن غرير آل حميد